# Gmina Sobótka
Gmina Sobótka je polská městsko-vesnická gmina ve okrese Vratislav v Dolnoslezském vojvodství. Sídlem gminy je město Sobótka. V roce 2020 zde žilo 12 872 obyvatel.
Gmina má rozlohu 136,3 km² a zabírá 12,2 % rozlohy okresu. Skládá se z 22 starostenství.

## Části gminy
Starostenství
Będkowice, Garncarsko, Kryształowice, Księginice Małe, Kunów, Michałowice, Mirosławice, Nasławice, Okulice, Olbrachtowice, Przezdrowice, Ręków, Rogów Sobócki, Siedlakowice, Stary Zamek, Strachów, Strzegomiany, Sulistrowice, Sulistrowiczki, Świątniki, Wojnarowice, Żerzuszyce